# ۱۳۳۳ (قمری)
۱۳۳۳ (قمری)، هزار و سیصد و سی و سومین سال در گاهشماری هجری قمری است. اول محرم این سال برابر با نوزدهم نوامبر سال ۱۹۱۴ میلادی است.

## وابسته
- احمد کسروی
- صادق خان اکبر
- مجلس شورای ملی
- بردخون